# Christopher Rocancourt
Christopher Rocancourt, egentligen Christophe Thierry Rocancourt född 16 juli 1967 i Honfleur, Frankrike är en bedragare som lyckades lura till sig åtskilliga miljoner dollar av förmögna personer genom att utge sig för att vara en fransk medlem i Rockefellerfamiljen.
Han berättade för NBC i en intervju från 2006 att hans mamma ibland arbetade som prostituerad och att hans far var alkoholist som tog Christophe till ett barnhem när han var fem år gammal. Han rymde till Paris där han utförde sitt första stora bedrägeri: förfalskade ägandebeviset till en egendom som han inte ägde, för att sen "sälja" egendomen för 1,4 miljoner dollar.
För att ta sig till USA, använde Rocancourt sig av runt ett dussin olika identitetsbevis. Han berättade för NBC att han fick de rika och mäktiga att gå med på hans planer tack vare deras egen girighet. Han övertygade dem om att han också var rik genom att betala överdådiga restaurangmiddagar med kontanter. I Los Angeles låtsades han att han var en filmproducent, framgångsrik boxare eller riskkapitalist. Han nämnde namn som "hans mor" Sophia Loren eller "sina farbröder" Oscar de la Renta och Dino de Laurentiis och blev associerad med olika celebriteter. Han gifte sig med Playboymodellen Pia Reyes med vilken han fick sonen Zeus. Han levde ett tag med Mickey Rourke och lyckades övertala skådespelaren Jean Claude Van Damme att producera hans nästa film.
Ett av hans kännetecken var att alltid ha en mycket vacker dam vid sin sida. Förutom äktenskapet med Pia Reyes, så levde han med en annan Playboymodell, Rhonda Rydell, i sex månader. Enligt pressen så visste hon inte om att han var gift. Hon sa att han hade sagt sig tillhöra den franska adeln, som son till en grevinna.
1997 genomförde polis en husundersökning i Rocancourts hotellsvit. Han blev 1998 arresterad för inblandningen i en eldstrid men försvann efter att ha betalat borgen. 1999 friades han från anklagelserna om att ha förfalskat pass; han hade mutat en tjänsteman för att få ett falskt pass. Han arresterades igen år 2000 i Hamptons för en obetald hotellräkning, men försvann återigen efter att ha betalat borgen.
Den 27 april 2001 arresterades han tillsammans med sin fru Reyes i Oak Bay i British Columbia i Kanada, för att ha lurat ett äldre par. Reyes släpptes efter att ha övertygat myndigheterna om att hon inte hade någon del i bedrägeriet, och att hon inte ens visste om sin makes kriminella aktiviteter.
I Kanada skrev Rocancourt en självbiografi där han förlöjligade sina offer. I mars 2002 utlämnades han till New York. Han erkände 3 av 11 brott han stod anklagad för, bland annat stöld, grov stöld, smuggling, mutor och för att ha begått mened. Han anklagades för att ha lurat 19  personer. Han erkände 3 av anklagelserna för att undvika maximumstraffet på 20 år i fängelse. Han fick böter på 9 miljoner dollar och beordrades att betala 1,5 miljoner. Polisen i Schweiz har kopplat honom till en juvelstöld och bannlyste honom från landet fram till år 2016.
Han uppgav för NBC att han har lurat till sig runt 40 miljoner dollar, en obekräftad uppgift.

## Citat
- Jag har betalat av min skuld. Jag lämnade till och med dricks.